# 南格拉斯頓伯里歷史區
南格拉斯頓伯里（英語：South Glastonbury）是位於美國康乃狄克州哈特福縣格拉斯頓伯里境內的一個歷史區。

## 地理
南格拉斯頓伯里的座標為41°39′59″N 72°36′15″W / 41.66639°N 72.60417°W，而該地的平均海拔高度為127米（即417英尺）。